# Superkubak Belarusi 2020
La Superkubak Belarusi 2020 è stata l'undicesima edizione dell'omonima competizione. Si è disputata il 4 marzo 2020, allo Stadio Dinamo di Minsk, tra la Dinamo Brėst, vincitrice della Vyšėjšaja Liha 2019, e lo Šachcër Salihorsk, vincitore della Kubak Belarusi 2018-2019.
La Dinamo Brest ha conquistato il trofeo per la terza volta nella sua storia, la terza consecutiva.

## Tabellino
| Arbitro: | Aljaksej Kul'bakoŭ (Homel') |

|                     |           |  |
| Kiki 3’ Savicki 30’ | Marcatori |  |